# 17 nivôse
17 frimaire 17 pluviôse
Le septidi 17 nivôse, officiellement dénommé jour du marne, est le 107e jour de l'année du calendrier républicain.
C'était généralement le 6e jour du mois de janvier dans le calendrier grégorien.